# Liste von Zwischenfällen mit der Vickers Viking
Die Liste von Zwischenfällen mit der Vickers Viking zeigt eine Übersicht über Zwischenfälle mit Todesfolge oder Totalschaden von Flugzeugen des Typs Vickers Viking.
Von 1946 bis 1965 wurden 57 Viking zerstört, 55 davon durch Unfälle. Dies ist mit rund 34 Prozent eine ganz ungewöhnlich hohe Quote für ein Nachkriegs-Verkehrsflugzeug. Bei 22 davon gab es insgesamt 342 Todesopfer. Vollständige Liste:

## 1940er-Jahre
- Am 23. April 1946 wurde in einer Vickers Viking 1A des britischen Herstellers Vickers-Armstrongs (Luftfahrzeugkennzeichen G-AGOK) das Triebwerk Nr. 2 (rechts) zu Erprobungszwecken abgestellt. Vier Minuten später fiel das Triebwerk Nr. 1 (links) aus und konnte nicht mehr angelassen werden. In der Nähe des Flugplatzes Wisley (England) wurde eine Bauchlandung durchgeführt. Dabei wurde das Flugzeug irreparabel beschädigt. Alle vier Besatzungsmitglieder, die einzigen Insassen auf dem Testflug, überlebten den Unfall. Es war der erste Totalverlust einer Viking.[2]

- Am 30. November 1946 stürzte eine Vickers Viking 1 der Fuerza Aérea Argentina (T-1) am Flughafen Buenos Aires-El Palomar ab, als die Maschine nach Triebwerksproblemen zur Landung zurückkehrte und es dabei zum Kontrollverlust kam. Von den 18 Insassen kamen 5 ums Leben, alle drei Besatzungsmitglieder und 2 Passagiere.[3]

- Am 2. September 1947 fiel an einer Vickers Viking C.2 der britischen Royal Air Force (RAF) (VL245) während des Steigflugs nach dem Start vom Flughafen Aberdeen-Dyce (Schottland) ein Triebwerk aus. Da die Maschine nicht weiter stieg, wurde eine Notlandung in einem Feld bei Newhills durchgeführt, 3 Kilometer südlich des Startflughafens. Alle 11 Insassen überlebten den Unfall. Die Maschine wurde irreparabel beschädigt; sie gehörte zur Einheit King’s Flight.[4][5]

- Am 17. September 1947 wurde eine Vickers Viking 1B der argentinischen Líneas Aéreas del Estado (LADE) (T-4) bei einem Unfall auf dem Flughafen Buenos Aires–Jorge Newbery (Argentinien) irreparabel beschädigt. Über Personenschäden ist nichts bekannt.[6]

- Am 29. Dezember 1947 kam es zur Bruchlandung einer Viking 1B der Det Danske Luftfartselskab (DDL) (OY-DLI). Die Maschine kam aus Paris und flog während des Landeanflugs auf den Flughafen Kopenhagen in den Öresund. Alle 24 Menschen an Bord überlebten.[7]

- Am 6. Januar 1948 verunglückte eine Vickers Viking 1B der British European Airways (BEA) (G-AHPK) beim Durchstarten auf dem Flughafen Northolt (Vereinigtes Königreich). Trotz mehrfachen Durchstartens bei schlechter Sicht wurde nicht zu einem anderen Flugplatz ausgewichen. Stattdessen streifte das Flugzeug im Tiefflug Bäume und schlug in einem gepflügten Acker auf. Bei diesem CFIT (Controlled flight into terrain) wurde ein Besatzungsmitglied getötet, die anderen 17 Insassen überlebten.[8]

- Am 6. Februar 1948 verunglückte eine Vickers Viking 1B der Air India (VT-CLY) auf dem Flug vom Flughafen Kalkutta-Dum Dum zum Flughafen Bombay-Santacruz. Nach einem Triebwerkausfall missglückte dort die Landung, aber alle 19 Insassen überlebten.[9]

- Am 27. März 1948 wurde eine Viking 1B der Indian National Airways (VT-CEL) auf dem Weg von Rom nach London bei schlechter Sicht in einer Höhe von etwa 2400 m gegen die Ostseite des Monte Cardo in Frankreich geflogen. Es handelte sich um einen controlled flight into terrain. Alle 15 Passagiere und die 4 Besatzungsmitglieder kamen dabei ums Leben.[10]

- (A) Am 5. April 1948 kollidierte eine Viking 1B der British European Airways (BEA) (G-AIVP) während des Landeanflugs mit einem sowjetischen Jagdflugzeug des Typs Jakowlew Jak-3 und stürzte außer Kontrolle rund drei Kilometer vom Flugplatz Berlin-Gatow, Deutschland entfernt ab. Der sowjetische Pilot hatte dort verbotswidrig Kunstflugmanöver geflogen. Alle 15 Menschen in den beiden Maschinen wurden getötet (siehe auch Flugzeugkollision bei Berlin-Gatow 1948).[11]

- Am 21. April 1948 wurde eine Vickers Viking 1B der British European Airways (BEA) (G-AIVE) im Anflug auf den Flughafen Glasgow-Renfrew (Schottland) in den nur 484 Meter hohen Berg Irish Law geflogen. Diesen CFIT (Controlled flight into terrain) überlebten erstaunlicherweise alle 20 Insassen.[12]

- Am 14. Mai 1948 kam es bei einer Viking 1B der argentinischen Flota Aérea Mercante Argentina (FAMA) (LV-AFL) auf einem Testflug zu Triebwerksproblemen. Die Piloten entschieden sich für eine Notlandung auf dem Flughafen Junin (Argentinien), 210 Kilometer westlich des Zielflughafens Buenos Aires-Jorge Newbery gelegen. Bei schlechter Sicht kam es jedoch zu einer Bruchlandung auf Ackerland, was zum Zusammenbrechen des Fahrwerks und Ausbruch von Feuer führte. Alle 5 Besatzungsmitglieder überlebten die Bruchlandung unverletzt.[13]

- Am 8. Oktober 1948 platzte beim Start einer Viking 1B der Indian National Airways (VT-CEJ) vom Flughafen Delhi-Palam nach Kalkutta der linke Reifen. Die Maschine brach aus und verließ die Startbahn, woraufhin das Fahrwerk zusammenbrach. Es kam zum Totalschaden. Alle 19 Passagiere und die 4 Besatzungsmitglieder überlebten.[14]

- Am 8. Februar 1949 stürzte eine Viking 1B der Det Danske Luftfartselskab (DDL) (OY-DLU) während des Landeanflugs auf den Flughafen Kopenhagen bei Barsebäck, Schweden, in den Öresund. Alle 27 Menschen an Bord kamen ums Leben (siehe auch Flugunfall bei Barsebäck).[15]

- Am 7. April 1949 wurde eine Vickers Viking 1B der Air India (VT-CIZ) auf dem Flug vom Flughafen Bombay-Santacruz nach Karachi bei einer Bauchlandung auf dem Strand 16 Kilometer nordnordwestlich des Startflughafens irreparabel beschädigt. Alle 25 Personen an Bord überlebten.[16]

## 1950er-Jahre
- Am 27. September 1950 wurde eine Vickers Viking 1B der Fuerza Aérea Argentina (Luftfahrzeugkennzeichen T-8) auf dem Flughafen Buenos Aires–El Palomar (Argentinien) durch einen Brand zerstört. Personen kamen nicht zu Schaden.[17]

- Am 31. Oktober 1950 wurde eine Viking 1B der British European Airways (G-AHPN) bei starkem Nebel auf dem Flughafen London Heathrow bewusst unter die Entscheidungshöhe geflogen. Beim missglückten Durchstartversuch schlug die Maschine auf dem Boden auf und explodierte. Von den 30 Insassen wurden 28 getötet.[18][19]

- Am 8. Mai 1951 kam es bei einer Viking 1 der britischen Hunting Air Travel (G-AHPD) zu einem Motorausfall kurz nach dem Abheben vom Flughafen Bordeaux, Frankreich. Bei der anschließenden Bauchlandung überlebten alle 32 Insassen, das Flugzeug wurde jedoch irreparabel beschädigt.[20]

- Am 11. November 1951 verunglückte eine Vickers Viking 1B der Fuerza Aérea Argentina (T-77) auf dem Militärflugplatz Buenos Aires-Moron (Argentinien). Über Personenschäden ist nichts bekannt.[21]

- Am 17. Februar 1952 wurde eine Viking 1 der britischen Hunting Air Transport (G-AHPI) in den Berg Monte la Cinta auf Sizilien (Italien) geflogen. Die Maschine war auf dem Weg von Nizza nach Malta und sollte schließlich nach Nairobi (Kenia) weiterfliegen. Alle 31 Insassen, 5 Besatzungsmitglieder und 26 Passagiere, wurden getötet. Unfallursache war ein Controlled flight into terrain (CFIT).[22]

- Am 25. Juli 1952 wurde eine Vickers Viking 1A der britischen Crewsair (G-AHON) bei einer sehr harten Landung auf dem Flughafen Malta-Luqa irreparabel beschädigt. Alle Insassen überlebten den Unfall.[23]

- Am 27. Oktober 1952 wurde eine Vickers Viking 1B der Fuerza Aérea Argentina (T-64) bei einer Notlandung nach einem Triebwerksausfall auf dem Militärflugplatz Buenos Aires-Moron (Argentinien) irreparabel beschädigt. Über Personenschäden ist nichts bekannt.[24]

- Am 5. Januar 1953 flog eine Viking 1B der British European Airways (BEA) (G-AJDL) nach einem planmäßigen Flug vom Flughafen Northolt am Flughafen Belfast-Nutts Corner, Nordirland vor der Landebahn in die Anflugbefeuerung und dann in das Gebäude des Instrumentenlandesystems. Dabei starben 27 Menschen, 8 überlebten den Unfall.[25][26]

- Am 29. März 1953 zerbrach eine Viking 1B der Central African Airways (VP-YEY) während des Fluges in der Nähe von Mkwaya (Tansania). Das Flugzeug war auf dem Weg vom Flughafen Blantyre-Chileka (Malawi) nach Daressalam. Als Ursache wurde die Verwendung eines ungeeigneten Schmiermittels bei der Wartung der Bolzen festgestellt, das zur Korrosion geführt hatte. Alle 13 Insassen, 5 Besatzungsmitglieder und 8 Passagiere, wurden getötet (siehe auch Flugunfall einer Vickers Viking der Central African Airways 1953).[27]

- Am 9. Juni 1953 musste mit einer Viking 1B der argentinischen Líneas Aéreas del Estado (LADE) (T-6) nahe der Stadt Juan A. Pradere in der Provinz Buenos Aires (Argentinien) eine Notlandung durchgeführt werden, nachdem beide Triebwerke wegen Treibstoffmangels ausgefallen waren. Auf dem Flug nach Comodoro Rivadavia geriet die Maschine in Nebel, woraufhin der Kommandant beschloss, nach Bahia Blanca zurückzukehren. Dabei verloren die Piloten die Orientierung, gerieten über das Meer, flogen wieder Richtung Land und landeten ohne Motorleistung in einem Gelände mit Bäumen und Büschen. Als eine Tragfläche gegen einen Baum prallte, wurde das Flugzeug irreparabel beschädigt. Alle 23 Insassen überlebten den Unfall.[28]

- Am 12. August 1953 platzte an einer Vickers Viking 1B der British European Airways (BEA) (G-AIVG) beim Start vom Flughafen Paris-Le Bourget (Frankreich) ein Reifen. Die Piloten kehrten zurück und machten eine geplante Bauchlandung. Dabei wurde das Flugzeug irreparabel beschädigt. Alle 34 Insassen, die vier Besatzungsmitglieder und 30 Passagiere, überlebten den Unfall.[29]

- Am 15. Dezember 1953 stürzte eine Vickers Viking 1B der ägyptischen Misrair (SU-AFK) nach dem Start vom Flughafen Kairo-Almaza acht km östlich desselben ab. Die Maschine befand sich auf dem Weg nach Luxor. Alle sechs Insassen kamen ums Leben.[30]

- Am 20. Dezember 1953 wurde eine Viking 1B der britischen Eagle Aviation (G-AHPO) nach einem Landeunfall auf vereister Landebahn am Flughafen Nürnberg-Fürth als Totalverlust verbucht. Die dreiköpfige Besatzung des Frachtfluges überlebte.[31][32]

- Am 15. August 1954 strömte bei einer Vickers Viking 1B der britischen Airwork Services (G-AIXS) 10 Minuten nach dem Start mit Ziel Nizza Öl aus dem Triebwerk Nr. 2 (rechts). Das Triebwerk wurde abgestellt. Bei der Rückkehr zum Flughafen Blackbushe (England) kam es zum Strömungsabriss. Das Flugzeug schlug 120 Meter vor der Landebahn auf den Boden und wurde irreparabel beschädigt. Alle 37 Insassen, fünf Besatzungsmitglieder und 32 Passagiere, überlebten den Unfall.[33]

- Am 15. September 1954 stürzte eine Viking 1B der ägyptischen Misrair (SU-AFO) auf dem Flughafen Kairo-Almaza ab. Die Maschine befand sich auf einem Testflug nach einer größeren Inspektion. Beim Durchstarten mit einem simulierten Triebwerksausfall kam es zum Strömungsabriss und Absturz. Drei der vier Besatzungsmitglieder kamen um.[34]

- Am 17. März 1955 setzte eine Viking 1B der Central African Airways (VP-YEX) während eines heftigen Regenschauers auf dem Flughafen Salisbury (Rhodesien) vor der Landebahn auf und rutschte noch 300 bis 400 Meter weiter. Das Flugzeug wurde irreparabel beschädigt. Alle 28 Insassen, 5 Besatzungsmitglieder und 23 Passagiere, überlebten.[35]

- Am 10. Oktober 1955 geriet eine Vickers Viking 1B der Iraqi Airways (YI-ABQ) beim Start vom Flughafen Bagdad (Irak) von der Startbahn ab, kollidierte mit einem Graben und ging in Flammen auf. Alle 19 Insassen überlebten den Unfall.[36]

- Am 4. Mai 1956 verunglückte eine Vickers Viking 1B der Fuerza Aérea Argentina (T-91) bei einer Notlandung auf dem Flughafen Buenos Aires–El Palomar (Argentinien) nach einem Triebwerksausfall. Von den 9 Insassen kamen drei der vier Besatzungsmitglieder ums Leben.[37]

- Am 28. Juni 1956 kam es bei einer Vickers Viking 1B der Fuerza Aérea Argentina (T-5) kurz nach dem Start vom Flughafen Resistencia (Argentinien) zu einem Triebwerksausfall. Bei der Notlandung 3 Kilometer vom Startflughafen entfernt wurde das Flugzeug irreparabel beschädigt. Alle 25 Insassen, Besatzungsmitglieder und Passagiere, überlebten den Unfall.[38]

- Am 5. Oktober 1956 verunglückte eine Viking 1B der Central African Airways (VP-YMO) auf einem Trainingsflug drei Kilometer nördlich des Flughafens Salisbury (Rhodesien). Die beiden Piloten kamen ums Leben.[39][40]
- Am 11. Januar 1957 verunglückte eine Viking 1B der argentinischen Líneas Aéreas del Estado (LADE) (T-11) beim Start vom Flughafen Buenos Aires–Jorge Newbery (Argentinien). Bei Seitenwind kollidierte das Flugzeug mit Bäumen, überquerte eine Straße und krachte in den Club de Pescadores am Ufer des Río de la Plata. Von den 32 Insassen kamen 17 ums Leben, drei Besatzungsmitglieder und 14 Passagiere. Außerdem wurde ein Fußgänger getötet.[41]

- Am 2. November 1957 kollidierte eine vom Flughafen Goa-Dabolim kommende Vickers Viking 1B der portugiesischen Transportes Aéreos da Índia Portuguesa (TAIP) (CR-IAD) bei der Landung auf dem Flughafen Karachi (Pakistan) mit dem Hauptquartiers-Gebäude der Flughafenfeuerwehr. Dabei wurde das Flugzeug irreparabel beschädigt. Alle 27 Insassen, drei Besatzungsmitglieder und 24 Passagiere, überlebten den Unfall.[42]

- Am 13. Dezember 1956 verunglückte eine Vickers Viking 1B der Königlich Jordanischen Luftwaffe (VK-500) in den Bergen Syriens. Alle 4 Besatzungsmitglieder, die einzigen Insassen, kamen ums Leben. Das schneebedeckte Wrack wurde erst ein halbes Jahr später, im Mai 1957 gefunden.[43]

- Am 1. Mai 1957 verunglückte eine Viking 1B der britischen Eagle Airways (G-AJBO) im Anflug auf den Flughafen Blackbushe, nachdem beim Start das linke Triebwerk ausgefallen war. Die Maschine schlug 1200 Meter vor der Landebahnschwelle auf. Von den 35 Insassen überlebte nur ein Passagier.[44]

- Am 13. Mai 1957 flog eine aus Buenos Aires kommende Viking 1B der argentinischen Líneas Aéreas del Estado (LADE) (T-3) im Anflug auf den Flughafen San Carlos de Bariloche (Provinz Río Negro, Argentinien) in bergiges Gelände bei Cerro Meta, 30 Kilometer südwestlich des Flughafens. Bei diesem CFIT (Controlled flight into terrain) wurden alle 15 Insassen, fünf Besatzungsmitglieder und 10 Passagiere, getötet.[45]

- Am 26. September 1957 überrollte eine Viking 1B (D-ADEL) der Luftreederei Karl Herfurtner bei der Landung auf dem Flugplatz Son Bonet auf Mallorca das Bahnende und wurde irreparabel beschädigt.[46]

- Am 26. Februar 1958 wurde eine geparkte Vickers Viking 1 der britischen Eagle Aviation (G-AGRT) auf der RAF-Basis El Adem in Libyen durch ein Feuer zerstört.[47]

- Am 7. März 1958 stürzte eine Viking 1B der ägyptischen Misrair (SU-AGN) im Anflug auf den Flughafen Port Said in den Manzala-See. Die aus Athen kommende Maschine war aus Wettergründen von Kairo ausgewichen. Acht der 26 Personen an Bord kamen ums Leben.[48]

- Am 2. September 1958 kehrte die Viking 1 G-AIJE der britischen Independent Air Travel auf einem Frachtflug nach Nizza etwa 15 Minuten nach dem Start von London Heathrow wegen Triebwerksproblemen wieder um. Es war nicht möglich, die Höhe zu halten, und die Maschine sank weiter bis zum Aufschlag. Die alleine an Bord befindliche dreiköpfige Besatzung kam ums Leben, außerdem vier Personen am Boden. Als Ursachen wurden der Fluggesellschaft u. a. mangelhafte Wartung durch unqualifiziertes Personal, Überladung und Nichtgewährung der Ruhezeiten für die Piloten vorgeworfen (siehe auch Flugunfall einer Vickers Viking in London 1958).[49]

- Am 17. Oktober 1958 stellten die Piloten einer Viking 1B der Deutsche Flugdienst (D-BELA) auf einem Frachtflug von London Heathrow zum Flughafen Düsseldorf über Belgien das rechte Triebwerk aufgrund niedrigen Öldrucks ab und leiteten eine Ausweichlandung in Brüssel ein. Da die Höhe nicht gehalten werden konnte, ordnete der Kapitän den Wiederstart des Triebwerks an, was vom Kopiloten ohne Benutzung der Checkliste durchgeführt wurde. Dies führte zu einem nicht löschbaren Motorbrand, woraufhin eine Notlandung in einem Feld bei Kamershoek nahe Zele (Belgien) durchgeführt wurde. Nachdem die drei Crewmitglieder das Flugzeug verlassen hatten, explodierte es.[50]

- Am 28. Juli 1959 ließ sich bei einer Vickers Viking 1 des East Anglian Flying Service (G-AHPH) vor der Landung auf dem Flughafen Southend (Essex, UK) das rechte Hauptfahrwerk nicht ausfahren. Daher wurde versucht, auf der Grasfläche neben der Landebahn zu landen. Allerdings brach dabei das Fahrwerk vollständig zusammen und das Flugzeug wurde irreparabel beschädigt. Alle 39 Insassen, die drei Besatzungsmitglieder und 36 Passagiere, überlebten den Unfall.[51]

- Am 7. August 1959 wurde eine Vickers Viking 1B der Fuerza Aérea Argentina (T-92) am Flughafen Buenos Aires–El Palomar (Argentinien) bei einem Unfall irreparabel beschädigt. Über Personenschäden ist nichts bekannt.[52]

- Am 5. September 1959 führten die Piloten einer Viking 1B der französischen Airnautic (F-BFDN) auf einem Frachtflug von Athen-Ellinikon zum Flughafen Bastia bei Traliceto, nahe Tizzano an der Südwestspitze Korsikas, 200 Meter vom Strand entfernt eine Notwasserung durch. Die Maschine wurde irreparabel beschädigt. Beide Piloten (die einzigen Insassen) schwammen ans Ufer und überlebten. Die Ladung auf dem Weg nach Edinburgh bestand aus der Ausrüstung einer US-amerikanischen Ballettgruppe.[53][54]

- Am 22. Dezember 1959 kam eine Viking 1B der britischen Eagle Aviation (G-AMGG) bei der Landung auf dem Flugplatz Inezgane bei Agadir (Marokko) aufgrund eines geplatzten Reifens von der Bahn ab. Alle 36 Insassen überlebten den Unfall. Aufgrund der Schadenshöhe wurde die Maschine als Totalverlust abgeschrieben.[55]

## 1960er-Jahre
- Am 29. Mai 1960 verunglückte eine Vickers Viking 1A der britischen Air Safaris (Luftfahrzeugkennzeichen G-AHOR) bei der Landung auf dem Flughafen Tarbes-Ossun-Lourdes (Département Hautes-Pyrénées, Frankreich). Im Anflug bei einer 8/8-Wolkenbedeckung in 150 Metern (500 Fuß) war die Landebahn in der Entscheidungshöhe nicht zu sehen. Daraufhin wurde durchgestartet. Dabei wurde die Bahn plötzlich sichtbar und der Anflug wieder aufgenommen, wobei man allerdings vergaß, das Fahrwerk wieder auszufahren. Dies führte natürlich zu einer Bauchlandung, bei der das Flugzeug irreparabel beschädigt wurde. Alle 30 Insassen, drei Besatzungsmitglieder und 27 Passagiere, überlebten den Unfall.[56]

- Am 24. August 1960 fiel an einer Vickers Viking 1B der britischen Don Everall Aviation (G-AMNK) beim Start vom Flughafen Heraklion (Griechenland) ein Triebwerk aus. Das Flugzeug stürzte aus einer Höhe von etwa 100 Fuß (30 Metern) ins Meer. Alle 3 Besatzungsmitglieder, die einzigen Insassen auf dem Frachtflug, kamen ums Leben.[57]

- Am 4. Februar 1961 geriet eine Viking 1B der LTU (D-BALI) beim Start zu einem Frachtflug auf dem Flughafen Düsseldorf ins Schleudern und streifte die Hütte des ILS-Senders. Die drei Besatzungsmitglieder überlebten, wobei zwei Piloten leicht verletzt wurden. Am Flugzeug entstand jedoch Totalschaden.[58][59]

- Am 9. August 1961 wurde eine Vickers Viking 3B der britischen Cunard Eagle Airways (G-AHPM) 54 km nordöstlich von Stavanger (Norwegen) in einem Berg geflogen. Die Piloten waren auf dem Weg von London Heathrow zum Flughafen Stavanger von der üblichen Anflugroute abgewichen. Durch diesen CFIT (Controlled flight into terrain) wurden alle 39 Insassen getötet.[60]

- Am 14. August 1961 fielen an einer Vickers Viking 1B der britischen Overseas Aviation (G-AJCE) beim Start vom Flughafen Lyon-Bron (Frankreich) beide Triebwerke aus. Der Ausfall des ersten Motors (rechts) war auf den Bruch einer Dichtung im hydraulischen Propellersteigungsregelungssystem zurückzuführen. Der Bruch führte zu Schwankungen der Steigung und damit der Drehzahl des Motors. Die Vibrationen des linken Motors waren zweifellos auf einen Zündfehler zurückzuführen. Es wurde festgestellt, dass das Zündgeschirr nicht den Anforderungen entsprach. Daraufhin kam es zu einer Bruchlandung in der Nähe des Flughafens, bei der das Flugzeug irreparabel beschädigt wurde. Alle 40 Insassen, drei Besatzungsmitglieder und 37 Passagiere, überlebten den Unfall.[61]

- Am 11. September 1963 wurde eine Viking 1B der französischen Airnautic (F-BJER) auf dem Weg von London-Gatwick zum Flughafen Perpignan in den Berg Pic de la Roquette geflogen, fast 50 Kilometer südwestlich am Zielflughafen vorbei. Bei diesem CFIT (Controlled flight into terrain) wurden infolge dieses Navigationsfehlers alle 40 Insassen getötet, 4 Besatzungsmitglieder und 36 Passagiere. Dies war der folgenschwerste Unfall einer Vickers Viking.[62]

- Im Jahr 1964 (genaues Datum unbekannt) kam es mit einer Vickers Viking C Mk.2 des mexikanischen Besitzers Bernado Pasquelle (XB-FIP) an einem unbekannten Ort in Mexiko zu einem Ringelpiez. Dabei wurde das Flugzeug irreparabel beschädigt. Über Personenschäden ist nichts bekannt.[63]

- Am 8. Februar 1965 brach bei einer Viking 1B der Airnautic (F-BJEQ) beim Start vom Flughafen Calvi das Fahrwerk zusammen. Die Maschine wurde irreparabel beschädigt, die zehn Personen an Bord überlebten.[64]

- Am 2. August 1965 geriet eine Vickers Viking 1B der britischen Invicta International Airways (G-AHPL) beim Start vom Flughafen Manston (England) unter Windeinfluss in Schleuderbewegungen in beide Richtungen. Der Startabbruch resultierte darin, dass die Maschine auf dem Bug mit beschädigten Propellern zum Liegen kam und irreparabel beschädigt wurde. Alle 3 Besatzungsmitglieder, die einzigen Insassen auf dem Trainingsflug, überlebten den Unfall.[65]